# Latrodectus tredecimguttatus

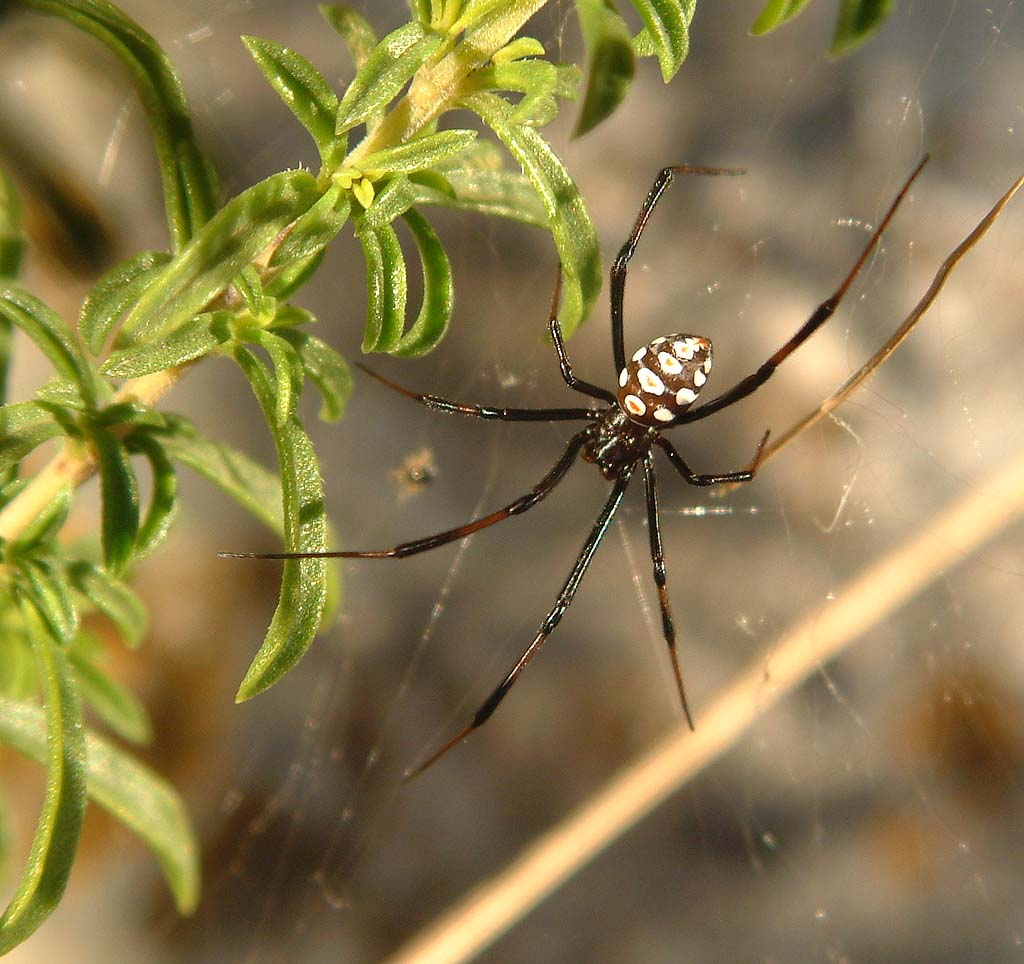
Mascle de L. tredecimguttatus

Latrodectus tredecimguttatus, o Vídua negra del Mediterrani és una espècie d'aranya del gènere Latrodectus (vídues negres). Es troba amb freqüència a la Conca del Mediterrani, des d'Espanya a l'Àsia central i del sud-oest. Els espècimens d'Asia reberen el nom de Latrodectus lugubris considerat actualment obsolet. Molts taxonomistes consideren que aquesta espècie és en realitat una subespècie dins Latrodectus mactans.

## Descripció
L. tredecimguttatus és de color negre, similar a moltes altres vídues negres i s'identifica per tenir 13 taques a l'abdomen (en llatí tredecimguttatus significa tretze taques). Les taques normalment són de color vermell però també poden ser de color taronja o groc. Viu en estepes i altres herbassars i pot ser un problema en llocs on es cull els cereals a mà, per això és possible que la seva picada s'hagi identificat tradicionalment amb la de la taràntula Lycosa tarentula quan aquesta segona és difícil que entri en contacte amb els humans.

## Toxicitat
Com altres espècies del gènere Latrodectus, L. Tredecimguttatus té una picada dolorosa que en rars casos resulta mortal.
Al Kazakhstan, hi ha informes que aquestes aranyes han picat i matat camells.